# Ossaea sessilifolia
Ossaea sessilifolia är en tvåhjärtbladig växtart som först beskrevs av José Jéronimo Triana, och fick sitt nu gällande namn av John Julius Wurdack. Ossaea sessilifolia ingår i släktet Ossaea och familjen Melastomataceae. Inga underarter finns listade i Catalogue of Life.